# シルバー・ウルフ章
シルバー・ウルフ章（シルバー・ウルフしょう）は、ボーイスカウトイギリス連盟が授与する最高位の功労章である。イギリス連盟総長（チーフスカウト）から与えられる。
その様式は、銀製のオオカミ像（横から見たもの）を、濃い緑色と黄色の飾りひもで吊ったものである。

## 歴史
スカウト運動の創始者、ロバート・ベーデン＝パウエルによって創設されて以来、シルバー・ウルフ章は各地域コミッショナーや各国連盟からの推薦はあるものの、総長によって授与されることは変わっていない。
スカウト運動が世界に広まっていく中で、顕著な功績を残した各国のスカウト関係者にシルバー・ウルフ章を授与するのがベーデン＝パウエルの慣習となっていった。
この章は非常に高く評価されるものであったが、世界の総長から与えられる章とはいえ所詮はイギリス連盟による功労章にとどまると考えられていた。そこで1934年に国際委員会（当時、現在の世界スカウト委員会）によってブロンズ・ウルフ章が制定された。
ベーデン＝パウエルが着用していたシルバー・ウルフ章はその後代々後任に引き継がれていき、今では現在の Peter Duncan 総長がそのオリジナルのものを着用している。

## 日本人の受章者
- 昭和天皇 - 1921年、皇太子時代にロンドンで授与。第二次世界大戦中に空襲で失われたが1951年（昭和26年）に再発給を受ける[2]。
- 佐野常羽 - 1931年授与。